# Vincent Villeminot
Œuvres principales
Instinct tomes 1, 2, 3. L'homme aux 12 vies. Réseau(x) tomes 1 et 2. Ma famille normale tomes 1 et 2.
Vincent Villeminot, né le 24 février 1972,est un auteur français qui écrit pour les adultes comme les plus jeunes. Il compte à son actif une trentaine d'ouvrages jeunesse. Il explore notamment dans ses romans pour les adolescents plusieurs facettes du fantastique et de l'anticipation.

## Biographie

### Enfance et formation
Vincent Villeminot est diplômé de sciences po Paris. Il étudie également au Centre de formation des journalistes (CFJ).

### Carrière

#### Journalisme
En 1994, à l'âge de 22 ans, il part en Égypte avec son épouse où il participe à la création d'une université d'enseignement du journalisme français.
Après avoir collaboré à plusieurs publications, dont le journal d'insertion La Rue, il se détourne du journalisme pour se concentrer à l'écriture romanesque.

#### Littérature
Il devient ensuite auteur à temps plein. Il commence à écrire des histoires, en fonction de l'âge de ses enfants : d'abord des albums puis une trilogie sur la métamorphose pour les adolescents publiée en 2011 et 2012, Instinct. Il va également régulièrement à la rencontre des écoliers pour parler de la littérature et du métier d'écrivain,,,,.
En 2015, il participe à la série littéraire U4 : quatre livres écrits avec Yves Grevet, Florence Hinckel et Carole Trébor, édités par les maisons d'éditions Syros et Nathan et portant sur quatre personnages différents, quatre adolescents qui tentent d'empêcher un virus décimant l'ensemble de la population mondiale. La série est un succès en librairie,. Elle sera adaptée en bande dessinée.
Son roman jeunesse Samedi 14 novembre, publié en 2016, s'articule autour des Attentats du 13 novembre 2015 en France.
Le Copain de la fille du tueur est également publié en 2016. Michel Abescat, dans son avis critique de Télérama, écrit : « cette hybridation des genres  qui fait le sel de ce roman funambule, en équilibre subtil sur de multiples émotions que l’auteur traite à vif, réussissant un texte à la fois profond et à fleur de peau. »
En 2018 sort Fais de moi la colère, un roman pour adultes qui commence avec des centaines de morts remontant des profondeurs du lac Leman et se mettant à flotter à la surface qu'Ismaëlle, qui vient de perdre son père par noyade, doit tenter de comprendre.
En 2019, Nous sommes l'étincelle, toujours selon le journaliste de Télérama, est « l’histoire d’une formidable utopie », et l'auteur « donne à son récit une voix superbement énergique, âpre, lyrique, bombardant le lecteur de mille émotions. Sans doute est-ce là son plus beau roman, ambitieux et engagé. » Ce roman d'anticipation raconte l'histoire de jeunes français ayant décidé de se mettre en marge de la société afin d’y inventer une vie collective plus désirable,. Le livre remporte le prix du roman d'écologie 2020,,.
En 2021 sort L'île, un roman post-apocalyptique à lire à partir de 13 ans paru aux éditions PKJ, qui raconte le quotidien d'une île en face de La Rochelle qui doit apprendre à vivre en autarcie et à se défendre après que la communication avec le continent a été coupée et de la fumée au loin observée. Ce roman avait été dans un premier temps publié sous forme d'un feuilleton très suivi et enregistré sous forme de podcast durant le confinement en 2020.
En 2023 sort le premier tome de Black Cloud, une série racontant la disparition du soleil sur Terre après l'arrivée d'un gros nuage noir. L'auteur utilise cette situation extrême pour explorer notamment les rapports de fratrie. Il remporte pour le premier tome de cette série le prix Botero en 2025

### Vie privée
Il vit près d’Evian dans les Alpes françaises, sur les bords du Lac Léman, puis en Ardèche, près de la commune du Cheylard,.

## Œuvres

### Recueils
- Histoires pour faire peur, Paris, Fleurus, 2011, 61 p. (ISBN 978-2-215-09804-1).
- Anatole n'aime pas l'école (ill. Laurent Parienty), Paris, Fleurus, coll. « J'aime la vie ! », 2003, 24 p. (ISBN 2-215-04433-0).
- Ma première grande histoire de fée (ill. Hervé Florès), Paris, Fleurus, coll. « Ma première grande histoire de… », 2007, 20 p. (ISBN 978-2-215-04647-9).
- Vincent Villeminot et Claire Renaud, 13 histoires maboules d'école qui rigole !, Paris, Fleurus, coll. « 13 histoires maboules… », 2007, 76 p. (ISBN 978-2-215-04654-7).
- Bienvenue à Monstroville !, Paris, Fleurus, 2012, 64 p. (ISBN 978-2-215-11756-8).

### Romans jeunesse
- La Confrérie des âmes, Paris, Plon jeunesse, coll. « Héroïc Fantasy », 2008, 403 p. (ISBN 978-2-259-20891-8).
- La Confrérie des âmes. 2 : Corps et âmes, Paris, Plon jeunesse, coll. « Héroïc Fantasy », 2010, 377 p. (ISBN 978-2-259-21143-7).
- Le Livre des mondes perdus, Paris, Fleurus, 2010, 176 p. (ISBN 978-2-215-04935-7).
- Whisper girls, vol. 1, Paris, Fleurus, 2011, 266 p. (ISBN 978-2-215-09833-1).
- Whisper girls, vol. 2 : Shadow girls, Paris, Fleurus, 2012, 340 p. (ISBN 978-2-215-11742-1).
- Instinct, vol. 1, Paris, Nathan, 2011, 372 p. (ISBN 978-2-09-202314-3).
- Instinct, vol. 2, Paris, Nathan, 2011, 328 p. (ISBN 978-2-09-252836-5).
- Instinct, vol. 3, Paris, Nathan, 2012, 347 p. (ISBN 978-2-09-252837-2).
- Réseaux, vol. 1, Paris, Nathan, 2013, 446 p. (ISBN 978-2-09-254241-5).
- Réseaux, vol. 2, Paris, Nathan, 2014, 364 p. (ISBN 978-2-09-254709-0).
- Ma famille normale contre les zombies (ill. Yann Autret), Paris, Nathan, 2015, 256 p. (ISBN 978-2-09-255330-5).
- Ma famille normale contre les yétis (ill. Yann Autret), Paris, Nathan, 2015, 256 p. (ISBN 978-2-09-255331-2).
- U4 (série) :
  - Stéphane, Paris, Nathan / Syros, 2015, 448 p. (ISBN 978-2-09-255616-0)[24].
  - Vincent Villeminot, Yves Grevet, Carole Trébor et Florence Hinckel, Contagion, Paris, Nathan, 2016, 449 p. (ISBN 978-2-09-256718-0).
- La Brigade de l'ombre, vol. 1 : La prochaine fois ce sera toi, Bruxelles, Casterman, 2016, 307 p. (ISBN 978-2-203-10636-9). Prix polar jeunesse de Cognac[25].
- Les Pluies, Paris, Fleurus, 2016, 320 p. (ISBN 978-2-215-13214-1).
- Samedi 14 novembre, Paris, Sarbacane, 2016, 216 p. (ISBN 978-2-84865-922-0, présentation en ligne)[13].
- Le Copain de la fille du tueur, Paris, Nathan, 2016, 263 p. (ISBN 978-2-09-256522-3, présentation en ligne)[14].
- La Brigade de l'ombre, vol. 2 : Ne te fie à personne, Bruxelles, Casterman, 2017, 361 p. (ISBN 978-2-203-15174-1, lire en ligne).
- La Brigade de l'ombre, vol. 3 : Ne compte que sur les tiens, Bruxelles, Casterman, 2017, 353 p. (ISBN 978-2-203-15890-0, lire en ligne).
- Nous sommes l'étincelle, Paris, Pocket Jeunesse, 2019, 511 p. (ISBN 978-2-266-29091-3)[16], prix du roman d'écologie 2020[20]
- Comme des sauvages, Pocket Jeunesse, 2020[26].

### Romans pour adultes
- Vincent Villeminot et Christine Pedotti, La Longue Patience du sanglier : roman, Paris, Plon, 2009, 292 p. (ISBN 978-2-259-20520-7 et 2-259-20520-8).
- Fais de moi la colère : roman, Paris, Les Escales, 2018, 274 p. (ISBN 978-2-36569-340-0).